# Напакіак (Аляска)
Напакіак (англ. Napakiak) — місто (англ. city) в США, в окрузі Бетел штату Аляска. Населення — 358 осіб (2020).

## Географія
Напакіак розташований за координатами 60°40′58″ пн. ш. 161°59′56″ зх. д. / 60.68278° пн. ш. 161.99889° зх. д. (60.682896, -161.998964).  За даними Бюро перепису населення США в 2010 році місто мало площу 13,01 км², з яких 11,42 км² — суходіл та 1,60 км² — водойми. В 2017 році площа становила 6,69 км², з яких 5,99 км² — суходіл та 0,70 км² — водойми.

## Демографія
Згідно з переписом 2010 року, у місті мешкали 354 особи в 96 домогосподарствах у складі 73 родин. Густота населення становила 27 осіб/км².  Було 114 помешкання (9/км²).
Расовий склад населення:
| - 97,2 % — корінних американців - 2,8 % — білих |

До двох чи більше рас належало 0,0 %. Частка іспаномовних становила 0,0 % від усіх жителів.
За віковим діапазоном населення розподілялося таким чином: 37,3 % — особи молодші 18 років, 53,1 % — особи у віці 18—64 років, 9,6 % — особи у віці 65 років та старші. Медіана віку мешканця становила 24,6 року. На 100 осіб жіночої статі у місті припадало 117,2 чоловіків;  на 100 жінок у віці від 18 років та старших — 128,9 чоловіків також старших 18 років.
Середній дохід на одне домашнє господарство  становив 29 178 доларів США (медіана — 24 167), а середній дохід на одну сім'ю — 30 754 долари (медіана — 25 625). Медіана доходів становила 38 750 доларів для чоловіків та 30 417 доларів для жінок. За межею бідності перебувало 53,1 % осіб, у тому числі 59,0 % дітей у віці до 18 років та 19,2 % осіб у віці 65 років та старших.
Цивільне працевлаштоване населення становило 97 осіб. Основні галузі зайнятості: освіта, охорона здоров'я та соціальна допомога — 29,9 %, роздрібна торгівля — 17,5 %, публічна адміністрація — 16,5 %.